# Marabunta - Minaccia alla Terra
Marabunta - Minaccia alla Terra (noto anche con i titoli La legione delle formiche assassine e Marabunta - Attacco alla Terra) è un film per la TV statunitense del 1998, diretto dai registi Jim Charleston e George Manasse. Il film riporta molte similitudini con Furia bianca film del 1954 con Charlton Heston e Eleanor Parker.

## Trama
(Tagline del film.)
La storia parla dell'invasione di una razza di formiche, le Marabunta, provenienti dalla foresta sudamericana ed importate accidentalmente tramite un'imbarcazione arenata. Le formiche assassine uccidono tutto ciò che si muove ed invadono la città. A loro si opporranno l'entomologo Jim Conrad (Eric Lutes) ed una insegnante (Julia Campbell).

## Distribuzione
Negli Stati Uniti il film venne trasmesso per la prima volta il 24 giugno 1998. Viene puntualmente trasmesso in tv sul canale Syfy.
In Italia è stato trasmesso, per la prima volta, da Canale 5 nella prima serata del 25 agosto 1998 all'interno del ciclo estivo Alta tensione, riscontrando una audience di oltre 4 milioni di telespettatori. In seguito è stato replicato da 7 Gold nella seconda serata del 27 febbraio 2006, all'interno del ciclo Brividi.

### Variazioni del titolo
Durante il passaggio in televisione ha subito diverse variazioni tra cui Marabunta - Minaccia alla Terra, Marabunta - Attacco alla Terra, La legione delle formiche assassine oppure semplicemente Marabunta, nel 2020 entra in catalogo Prime Video con il titolo Killer Ants - Formiche Assassine adattato al formato 16/9 (immagine zumata e tagliata). Nelle edizioni in DVD è uscito con i titoli La legione delle formiche assassine, Marabunta e Marabunta - La legione delle formiche assassine. L'edizione uscita in allegato alla rivista Win Magazine del giugno 2007 presenta come titolo La legione delle formiche assassine, anche con sopratitolo Attacco alla Terra.
Stando a quanto riportato sull'Internet Movie Database il titolo ufficiale italiano sarebbe Marabunta - Minaccia alla Terra, mentre per l'edizione DVD è La legione delle formiche assassine.

### Edizioni home video
Il film è uscito in DVD in Germania nel 2005 con il titolo Marabunta - Die Killerameisen greifen an, mentre negli Stati Uniti il film non è mai stato pubblicato in DVD. In Italia il film è uscito in DVD in tre diverse edizioni:
- La legione delle formiche assassine - Marabunta (20 aprile 2005, Wildwolf Pictures).[4]
- Marabunta (9 maggio 2007, Sword Productions).[5]
- Attacco alla Terra - La legione delle formiche assassine (12 giugno 2007, Edizioni Master)